# 金特拉德莱拉多
金特拉德莱拉多，是西班牙加利西亚自治区奥伦塞省的一个市镇。总面积31平方公里，总人口881人（2001年），人口密度28人/平方公里。